# كوبري عباس
كوبري عباس أو كوبري الجيزة، هو جسر يقع في محافظة الجيزة، يعتبر بوابة العبور من الجيزة إلى القاهرة، ُأنشأ في عام 1908م ، ويحمل اسم الخديوي عباس حلمي الثاني، يربط بين جزيرة منيل الروضة والجيزة. بطول 535 مترا وعرض 20 مترا.

## التسمية والافتتاح
يحمل «كوبري عباس» اسم الخديوي عباس حلمي الثاني، وقد تم تغيير الاسم بعد ثورة يوليو 1953 إلى «كوبري الجيزة»، إلا أنه لا يزال يحمل نفس اسمه القديم الذي اشتهر به طيلة العقود السابقة، وقد طال التغيير أيضاً نظام ديناميكية الكوبري، فقد كان هناك جزء منه يتحرك على شكل صينية لإمكان فتحه للمراكب الشراعية، فتم إلغاء هذا النظام واستبداله ببناء له انحناء أعلاه في الوسط ليسمح بمرور المراكب، كما شهد كوبري عباس عمليات متعددة من الترميم، إلا أن الترميم لم يعد حلًا جذريًا، لذا تقرر إنشاء كوبري آخر في نفس المكان، فبعد ما يقرب من الـ 60 عامًا من الخدمة أوقف المرور عليه تمامًا وبدأ العمال في إزالته وإنشاء الكوبري الحالي، ومع نكسة 67 توقّفت أعمال البناء لفترة، فظل المشروع مغلقًا حتى تم الانتهاء من تشيده وافتتاحه مجددًا في عام 1971.

## حوادث ومظاهرات

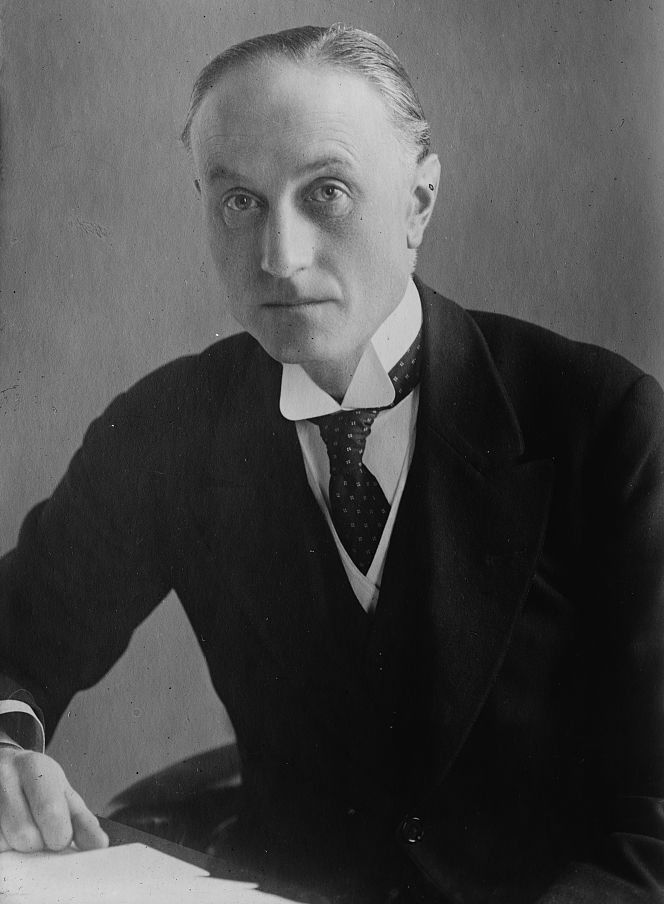
السير صمويل هور

### مظاهرة 13 نوفمبر 1934م
حين تولّت وزارة نسيم في 14 نوفمبر 1934م استصدرت أمراً ملكياً بإبطال العمل بدستور 1930، إلى أن يوضع نظام دستوري جديد يحل محل دستورَي 1923م و 1930م، وفي 9 نوفمبر 1935 وفي قاعة «الجولدن هول» بلندن، ألقى السير صمويل هور، وزير الخارجية البريطاني، تصريحا أثار الشارع المصري ومثّل الفتيل الأول في اندلاع مظاهرات كوبري عباس الأولى في مثل هذا اليوم 13 نوفمبر 1935م حيث صرح هور بأن دستور 1923م غير صالح للعمل به، في مصر وأن دستور 1930م ضد رغبة الأمة بالإجماع، والتهبت المشاعر بسبب هذا التصريح الذي تزامن مع الاحتفال بعيد الجهاد في 13 نوفمبر فتحوّل الاحتفال بهذا العيد إلى مظاهرات عارمة تندد بتصريح هور وتنادي بسقوط الحكومة، وخرج طلاب الجامعة وانضم إليهم طلاب المدارس في مظاهرة وشارك معهم طلاب مدرستي التجارة المتوسطة بالجيزة والسعيدية، هاتفين ضد تصريح هور وإنجلترا ومنادين بسقوط الحكومة، وحدث صدام بين البوليس والطلاب عندما حاولوا اجتياز كوبري عباس، وأطلق البوليس النار على الذين عبروه، وسقط عدد من الجرحى والشهداء، وكان منهم محمد عبد المجيد مرسي الطالب بكلية الزراعة وطالب الآداب محمد عبد الحكم الجراحي، وتجددت المظاهرات واستشهد الطالب على طه عفيفي في 17 نوفمبر، ثم قام هور بإلقاء خطاب يخفف فيه من تصريحه السابق.
وتحت ضغط الحركة الطلابية استجاب الرأي العام وأعلن أن يوم 21 نوفمبر 1935 سيكون إضرابًا عامًا.

### مظاهرة 1945-1946م
القصة تبدأ مع انتهاء الحرب العالمية الثانية، وأنعشت مع الانتهاء آمال المصريين العريضة في الاستقلال، حيث وعدت الإمبراطورية البريطانية المصريين أنهم سينالون استقلال بلادهم مع انتهاء هذه الحرب إذا فازت بها بريطانيا وهذا ما حدث بالفعل.
هذا على الجانب البريطاني، أما على الجانب المصري نجد أنه بعد اغتيال رئيس الوزراء أحمد ماهر باشا، يتولّى محمود فهمي النقراشي في 6 فبراير 1946م وكانت وزارته من حزب الأحرار الدستوريين والحزب السعدي وحزب الكتلة برئاسة مكرم عبيد وهي أحزاب الأقلية في مواجهة الوفد حزب الأغلبية آنذاك.
في يوم 9 فبراير خرج الطلبة في مظاهرة احتجاج قادها من جامعة فؤاد ضد الاحتلال الإنجليزي رافعين شعار «الجلاء بالدماء» ، وسلكوا طريق كوبري عباس، وتصدّت لهم الشرطة وحاصرتهم فوق الكوبري وتم فتح الكوبري أثناء محاصرة الطلبة، فسقط في النيل منهم من سقط فغرق، ومنهم من تشبّث بحديد الكوبري طلبا للنجاة فضربته هروات الشرطة على أصابعه ليجبروه على الموت، إلا من تحمل الضرب وأحكم قبضته فاستطاع الصعود إلى الأرض ليكون من المصابين الذين تم اعتقالهم جميعا.
أطلق البعض على هذا الحدث مذبحة كوبري عباس. والحقيقة أن المؤرخين اختلفوا في المتهم الأول في هذه الحادث الأليم، كما اختلفوا في ضخامة الحدث نفسه. فالكثير ألقى بالتبعة على رئيس الوزراء محمود فهمي النقراشي الذي كان رئيساً للوزراء وكان يتولّى وزارة الداخلية أيضاً في تلك الوزراة، فاتخذ إجراءات قمعية ضد مظاهرات الطلبة وأطلق يد الشرطة في استخدام العنف ضدهم. والبعض الآخر يتهم حكمداري القاهرة راسل باشا والجيزة فيتز باتريك باشا، لأنهما المسؤلان عن قمع مظاهرات الطلبة باستخدام أساليب غاية في القسوة.